# Peter Mühlens

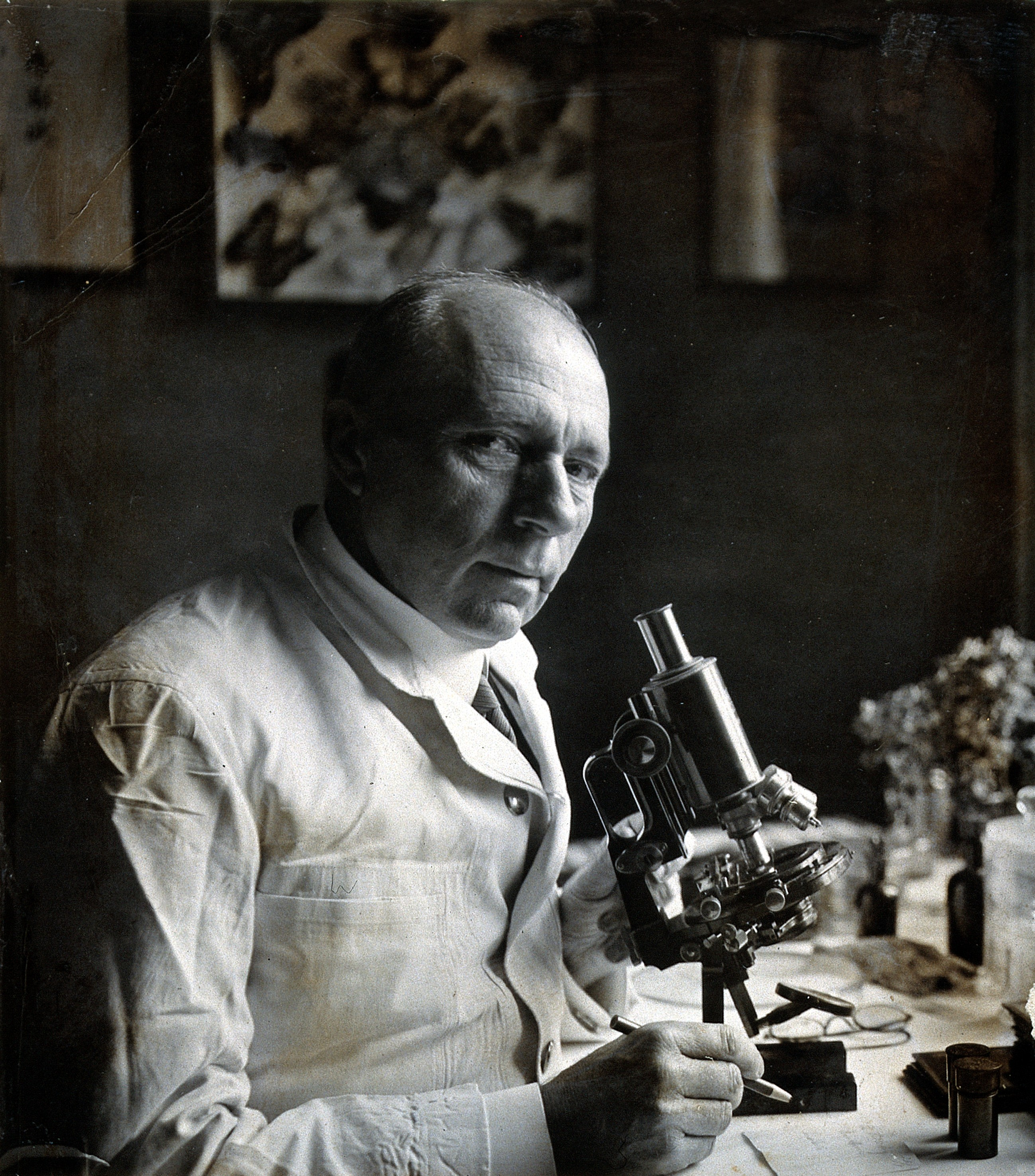
Peter Mühlens

Peter Mühlens (* 12. Mai 1874 in Bonn; † 7. Juni 1943 in Hamburg) war ein deutscher Tropenmediziner und -hygieniker. Von 1933 bis 1943 war er Leiter des Bernhard-Nocht-Instituts für Schiffs- und Tropenkrankheiten.

## Leben
Mühlens studierte Medizin und war anschließend Sanitätsoffizier in der Kaiserlichen Marine. Ab 1901 arbeitete er am neu gegründeten Hamburger Institut für Schiffs- und Tropenkrankheiten. 1911 aus dem Dienst der Kaiserlichen Marine entlassen, wurde er am Institut fest angestellt. Mühlens bereiste von 1912 bis 1914 das Osmanische Reich und forschte u. a. zur Malaria in Jerusalem. Während des Ersten Weltkriegs war er wieder Soldat und Mitglied des Asien-Korps. Nach Kriegseintritt Bulgariens 1915 wurde Mühlens dorthin entsandt, um in der bulgarischen Armee als Armeehygieniker vor allem im Kampf gegen die Malaria zu wirken. Nach dem Krieg war Mühlens zeitweise Beauftragter der Königlichen Jugoslawischen Regierung für die Malariabekämpfung in Dalmatien.
1916 übergab Carl Mense Mühlens die Schriftleitung des „Archivs für Schiffs- und Tropenhygiene“, der ersten unabhängigen tropenmedizinischen Zeitschrift Deutschlands. Weitere Schriftleiter waren Mühlens' Kollegen vom Hamburger Tropeninstitut Friedrich Fülleborn und Martin Mayer.
Seit 1919 leitete Mühlens außerdem die klinische Abteilung des Hamburger Instituts für Schiffs- und Tropenkrankheiten in Zusammenarbeit mit Bernhard Nocht. Während des Hungerwinters 1921/22 in Russland war er als Beauftragter des Deutschen Roten Kreuzes Teilnehmer einer Hilfsexpedition. Sie sollte helfen, den Hunger zu lindern und die ausgebrochene Fleckfieberepidemie einzudämmen. Seit 1925 war er Honorarprofessor für Tropenmedizin an der Medizinischen Fakultät der Universität Hamburg. Nach dem Tod von Friedrich Fülleborn im September 1933 wurde er zum neuen Leiter des Hamburger Instituts für Schiffs- und Tropenkrankheiten ernannt, was er bis zu seinem Tod blieb.
Mühlens wurde 1933 Mitglied des NS-Lehrerbundes und unterzeichnete am 11. November 1933 das Bekenntnis der Professoren zu Adolf Hitler. Im Jahr 1935 wurde er zum Mitglied der Leopoldina gewählt. 1936 wurde er Vorsitzender der Deutschen Tropenmedizinischen Gesellschaft. Am 11. Juni 1937 beantragte er die Aufnahme in die NSDAP und wurde rückwirkend zum 1. Mai desselben Jahres aufgenommen (Mitgliedsnummer 4.349.786). Im Oktober 1940 wurde er Präsident der Kolonialärztlichen Akademie der NSDAP.

## Forschungen
Auf Initiative Mühlens wurden, da dem Tropeninstitut mit Wegfall der Deutschen Kolonien 1918 wichtige Forschungsmöglichkeiten fehlten, neue synthetische Malariamittel an Hamburger Patienten aus dem psychiatrischen Krankenhaus Langenhorn, die an progressiver Paralyse, einem Spätstadium der Syphilis litten, erprobt. Zuerst wurde so 1926 Plasmochin von Bayer erprobt (das erste synthetische Antimalariamittel, entwickelt von Werner Schulemann, Fritz Schönhöfer, August Wingler, Wilhelm Roehl), wobei neben Mühlens auch der Leiter der Psychiatrischen Heilanstalt in Düsseldorf-Grafenberg Franz Sioli eingespannt war. Dazu wurden auch ausgewählte Patienten im Rahmen der Malariatherapie mit Malaria infiziert. Man erhoffte sich heilende Wirkung durch das von der Malaria verursachte Fieber. An diesen infizierten Patienten konnten nun Mittel gegen die Malaria erprobt werden. Dieses Verfahren war risikoreich, da die Malaria-induzierten Fieberanfälle teilweise tödlich verliefen. Anfangs wurden Patienten und Angehörige noch informiert und ihr Einverständnis eingeholt, eine Praxis, die nach und nach bis ca. 1925 aufgegeben wurde. In der Zeit des Nationalsozialismus wurde unter Mühlens diese Praxis fortgeführt und ausgeweitet. So wurden auch andere Patienten aus dem psychiatrischen Krankenhaus Langenhorn mit Malaria infiziert und Versuche vorgenommen. Probleme für die Forscher des Tropeninstituts tauchten erst auf, als 1941 im Rahmen der Aktion T4 die von ihnen als „Versuchskaninchen“ missbrauchten Patienten vorzeitig umgebracht wurden.
Während des Kriegs wurde 1939 am Institut für Schiffs- und Tropenkrankheiten auch eine Fleckfieberforschungsstation geschaffen. Diese richtete auf Initiative Mühlens eine Dependance im besetzten Warschau ein. Mitarbeiter des Instituts waren dort mitverantwortlich für die Errichtung des Warschauer Ghettos. Im November 1941 brach unter Zwangsarbeitern im Hamburger Hafen Fleckfieber aus. Daraufhin kehrte die Mehrzahl der Warschauer Mitarbeiter nach Hamburg zurück. Mühlens wurde in diesem Rahmen zum „Beauftragten des Reichsstatthalters (Karl Kaufmann) für Seuchenbekämpfung“ mit weitreichenden Vollmachten in Hamburg ernannt. Daraufhin wurde in Hamburg die Fleckfieberforschung intensiviert. Nachdem im Dezember 1941 auch im KZ Neuengamme eine Fleckfieberepidemie ausgebrochen war, beantragte Mühlens im Januar 1942 per Brief bei Heinrich Himmler, für Forschungen an Medikamenten gegen Fleckfieber Menschenversuche an Häftlingen in Neuengamme durchzuführen. Dem Antrag wurde stattgegeben und Mediziner des Tropeninstituts führten Versuche an Häftlingen in Neuengamme und später an Häftlingen, die nach Langenhorn verlegt worden waren, durch.

## Sonstiges
Mit Reinhold Ruge und Max zur Verth publizierte er das Lehrbuch Krankheiten und Hygiene der warmen Länder. Die seit 1945 als „Peter-Mühlens-Weg“ in Hamburg-Langenhorn, unweit der ehemaligen „Landesirrenanstalt“ beziehungsweise des heutigen Betriebsteils Ochsenzoll des Klinikums Nord bestehende Straße wurde im Januar 1997 in „Agnes-Gierck-Weg“ umbenannt. Agnes Gierck (1886–1944) war eine Arbeiterin und Kommunistin, die als aktive NS-Gegnerin aus Langenhorn 1935 zu einer Zuchthausstrafe verurteilt wurde.